# Monomontia
Genre
Monomontia est un genre d'opilions laniatores de la famille des Triaenonychidae.

## Distribution
Les espèces de ce genre sont endémiques d'Afrique du Sud.

## Liste des espèces
Selon World Catalogue of Opiliones (29/05/2021) :
- Monomontia aquilonaris Lawrence, 1963
- Monomontia aspera Lawrence, 1939
- Monomontia atra Lawrence, 1931
- Monomontia brincki Kauri, 1961
- Monomontia corticola Lawrence, 1938
- Monomontia cristiceps Lawrence, 1963
- Monomontia curvirostris Lawrence, 1938
- Monomontia flava Lawrence, 1933
- Monomontia granifrons Lawrence, 1938
- Monomontia intermedia Lawrence, 1938
- Monomontia krausi Kauri, 1961
- Monomontia lawrencei Kauri, 1950
- Monomontia montensis Lawrence, 1938
- Monomontia neglecta Schönhofer, 2008
- Monomontia rattrayi Lawrence, 1931
- Monomontia rugosa Lawrence, 1937
- Monomontia transvaalica Lawrence, 1963
- Monomontia versicolor Lawrence, 1963

## Publication originale
- Staręga, 1992 : « An annotated check-list of harvestmen, excluding Phalangiidae, of the Afrotropical Region (Opiliones). » Annals of the Natal Museum, vol. 33, no 2, p. 271–336 (texte intégral).